# Abdolhossein Hazhir

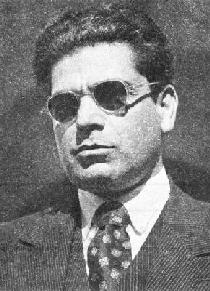
Abdolhossein Hazhir

Abdolhossein Hazhir (auch Haschir oder Hajir; persisch عبدالحسین هژیر, DMG ‘Abdo'l-Ḥosein-e Hažīr; geb. 1899 in Teheran; gest. 5. November 1949 ebenda) war ein iranischer Politiker und Premierminister des Iran im Jahr 1948.

## Leben
Abdolhossein Hazhir wurde 1899 geboren. Seine Schulausbildung absolvierte er am Dar al-Fonun und studierte an der Schule für politische Wissenschaften in Teheran.
Seine berufliche Laufbahn begann Hazhir als Mitarbeiter des Außenministeriums in der iranischen Botschaft in der Sowjetunion.
Als Finanzminister im Kabinett von Ahmad Qavām war Hazhir am Aufbau einer Sozialhilfeorganisation beteiligt, aus der später die königliche Organisation für Soziale Dienste hervorging.
Am 13. Juni 1948 wurde Hazhir Premierminister. Unmittelbar nach seiner Ernennung wurde Hazhir von Ajatollah Kaschani als Agent des britischen Kolonialismus und Spion beschimpft. Kaschani rief zu gewalttätigen Demonstrationen gegen den neuen Premierminister auf. Hazhir war vom Parlament beauftragt worden, Verhandlungen über eine neue Konzession für die Anglo-Iranian Oil Company aufzunehmen, die die aus dem Jahr 1933 stammenden Konzession ablösen sollte. Das Parlament wollte einen höheren Anteil an den Einnahmen aus der Ölförderung für den Iran erreichen. Hazhir erarbeitete ein 25 Punkte umfassendes Memorandum. Hazhir kam aber selbst nicht mehr zu Verhandlungen mit der AIOC, da er aufgrund der anhaltenden Demonstrationen gegen ihn als Premierminister zurücktreten musste. Finanzminister Abbasqoli Golschaiyan, Finanzminister im Kabinett des neuen Premierministers Mohammad Sa'ed Maraghei führte die ersten Verhandlungen mit der AIOC auf der Grundlage des von Hazhir erarbeiteten Papiers.
Nach seinem Rücktritt als Premierminister übernahm Hazhir das Amt des Hofministers. Finanzminister Golschaiyan berichtete dem Parlament von seinen Verhandlungen mit der AIOC. Er hatte einen Anteil von 50 % an den Gewinnen der AIOC, eine neue Vereinbarung bezüglich der Laufzeit der Konzession und eine Überprüfung der Konzessionsbedingungen alle 15 Jahre gefordert. Premierminister Maraghei entschied, dass Golschaiyan einen Vertrag mit der AIOC aushandeln solle. Am Ende erzielte man Einigkeit und ein die bisherige Konzession ergänzendes Abkommen wurde vom Vertreter der AIOC, Gass, und Golschaiyan unterzeichnet. Maraghei leitete dieses Abkommen dem Parlament zur Abstimmung zu. Es kam zu heftigen Diskussionen; Maraghei wurde beschuldigt, die Rechte des iranischen Volkes verraten zu haben.
Am 4. Februar 1949 kam es dann zu einem folgenschweren Attentat auf Schah Mohammad Reza Pahlavi. Der Attentäter Fakhr Arai hatte mehrere Schüsse auf den Schah abgefeuert, die ihn zwar verletzten, aber nicht tödlich waren. Als Folge des Attentat wurde die kommunistische Tudeh-Partei verboten, obwohl nicht nachgewiesen werden konnte, ob der Attentäter der linken oder der islamistischen Szene zuzuordnen war.
Drei Wochen nach dem Attentat auf den Schah stimmte das Parlament der Einrichtung einer Zweiten Kammer, dem Senat, zu. Diese zweite Kammer war in der Verfassung von 1906 bereits vorgesehen aber nie konstituiert worden. Mit dem Beschluss zur Errichtung des Senats war eine Ergänzung des Artikels 48 der Verfassung verbunden, die dem Schah das Recht zugestand, das Parlament jederzeit aufzulösen.
Die Gegner des Schahs, die bereits ein Attentat auf ihn organisiert hatten, sahen hinter dieser Politik Hofminister Hazhir, den von Kaschani so gehassten „britischen Spion“. Am 4. November 1949 wurde ein Attentat auf Hazhir verübt. Hossein Emami, ein Mitglied der Fedāʾiyān-e Eslām, der bereits an der Ermordung Ahmad Kasravis am 11. März 1946 beteiligt war, stach auf Hazhir ein, als der für eine offizielle Feier die Sepahsalar-Moschee in Teheran betreten wollte. Am folgenden Tag verstarb Hazhir an seinen schweren Verletzungen.
Nach dem Attentat wurden 31 verdächtge Personen verhaftet und über Teheran der Ausnahmezustand verhängt. Der Attentäter Hossein Emami wurde am 5. November 1949 zum Tode verurteilt und am 9. November öffentlich gehängt.